# Adventure Time: Explore the Dungeon Because I Don't Know!
Adventure Time: Explore the Dungeon Because I Don't Know! (estilizado como Adventure Time: Explore the Dungeon Because I DON'T KNOW!, Hora de Aventuras: ¡Explora la mazmorra porque yo paso! en España) es un juego de acción y aventuras de 2013 desarrollado por WayForward Technologies y publicado por D3 Publisher en Norteamérica y en regiones PAL por Namco Bandai Games para PlayStation 3, Xbox 360, Windows, Nintendo 3DS y Wii U. Es el segundo juego basado en la serie de televisión animada Adventure Time, después de Hey Ice King! Why'd You Steal Our Garbage?! (2012). El juego incluye doblaje de los personajes principales y multijugador cooperativo para cuatro jugadores, excepto en la versión de 3DS que no tiene multijugador.
El juego fue retirado de las tiendas digitales el 31 de marzo de 2018 por problemas de licencias.

## Trama
El juego comienza con la Princesa Bubblegum suplicando al jugador (como uno de los varios personajes jugables) que investigue la gran y secreta Mazmorra Real que se encuentra bajo la Tierra de Ooo. Varios prisioneros han estado escapando, pero como se supone que la prisión es imposible de escapar, Bubblegum está perpleja sobre cómo los prisioneros están escapando y suplica al jugador que explore la mazmorra porque «no lo sé» (refiriéndose al fragmento del título del juego «I don't know»). A medida que avance el juego, se desbloquearán varios personajes jugables a través de diversas situaciones. Se sospecha brevemente que Ice King está liberando a los prisioneros, pero se demuestra que solo ha estado en la mazmorra para crear grandes estatuas de hielo de Fionna y Cake. Finalmente, el juego culmina en una batalla entre el jugador o jugadores y una gigantesca mancha rosa que se revela como los padres de la Princesa Bublegum. Hace unos mil años, ella fue gestada dentro de la mancha y posteriormente expulsada de su masa. Bubblegum explica que creció para ser más independiente y se convirtió en princesa. Guardó la mancha en la Mazmorra Real, pero con el tiempo la masa se expandió y, sin querer, liberó a los prisioneros. Esto hace que Ice King le pregunte enfadado cuántos años tiene Bubblegum, a lo que ella responde que 827, lo que lo horroriza. Finn cuestiona los motivos de Bubblegum para encubrir el secreto de sus padres, solo para que Marceline defienda a Bubblegum diciendo que los demás habrían hecho lo mismo por sus padres. Sin embargo, como resultado de la lucha del jugador contra la mancha, esta es incapaz de reformarse y se convierte en un conjunto de burbujas, una de las cuales besa a Bubblegum en la mejilla.

## Jugabilidad

### Personajes jugables
Los jugadores podrán jugar como Finn, Jake, Marceline, Ice King, Cinnamon Bun, Flame Princess, Lumpy Space Princess y Lemongrab. Peppermint Butler, Gunter, y Abraham Lincoln fueron lanzados como DLC para los usuarios que compraron el juego a través de Steam. Cada personaje jugable tiene su propio ataque especial que puede ser utilizado para diversos efectos tales como dañar a los enemigos o recuperar la salud. Peppermint Butler, Abraham Lincoln y Gunter se añadieron posteriormente como DLC en las versiones de consola.

### Jugabilidad
El juego es un hack and slash de mazmorras visto desde arriba similar a los juegos de la franquicia Diablo. Los jugadores pueden recoger tesoros en las mazmorras que luego podrán usar para mejorar las estadísticas de los personajes jugables, interactuar con otros personajes y comprar objetos al omnipresente vendedor del juego, en este caso interpretado por uno de los personajes secundarios de los dibujos animados, Choose Goose.

## Recepción
Adventure Time: Explore the Dungeon Because I Don't Know! ha recibido críticas «desfavorables» en todas las plataformas excepto en PC de acuerdo con el sitio web agregador de reseñas Metacritic. Las críticas más comunes se centran en la jugabilidad repetitiva, la historia mediocre, los gráficos pobres y la falta de profundidad. Destructoid criticó al juego, afirmando que «la presentación de la versión para 3DS es perezosa, mediocre y vergonzosa» y que, en general, era «un desastre». Carolyn Petit de GameSpot también criticó duramente al juego, calificándolo de «juego de mazmorras en su versión más aburrida y rudimentaria» y afirmando que «lo más importante es que NO SÉ por qué alguien jugaría a este juego». GamesRadar criticó el sistema de diseño del mapa del juego, ya que consideraba que era «muy fácil perder la pista de dónde habías estado» y que volvía al juego más tedioso debido a que los jugadores tenían que volver a recorrer la misma zona para descubrir la salida del nivel. Hardcore Gamer quedó impresionado por el encanto inicial del juego, pero decepcionado en la mayoría de los demás aspectos criticando la «trama básica, la verdadera falta de encanto [general] y la frustrante detección de golpes». Eurogamer expresó su decepción por el tratamiento que el juego le da a la «sorprendentemente profunda historia que ha crecido en torno a Adventure Time», ya que «simplemente cubre los tropos establecidos de los juegos con una piel de Adventure Time, reflejando el material original sin adaptarlo realmente».